# Casearia hirsuta
Casearia hirsuta là một loài thực vật có hoa trong họ Liễu. Loài này được Sw. mô tả khoa học đầu tiên năm 1798.